# Lista de episódios de Wolfblood: Família Lobo
Wolfblood: Família Lobo é uma série de televisão sobrenatural-drama do Reino Unido, transmitido no canal CBBC. Desde 2013, também foi transmitido nos Estados Unidos pelo canal Disney Channel. Criado por Debbie Lua, a série centra-se em wolfbloods Maddy e Rhydian e seus amigos humanos Tom e Shannon e, posteriormente, Jana uma wolfblood selvagem. A primeira temporada foi ao ar entre setembro e outubro de 2012, com a segunda exibição de setembro a outubro de 2013. Cada temporada contém 13 episódios de 30 minutos. A CBBC ainda não confirmou uma 6° temporada.

## Temporadas
| Temporada | Temporada | Episódios | Estreia original        | Estreia original      | Estreia EUA           | Estreia EUA           | Estreia Brasil                                                           | Estreia Brasil          |
| Temporada | Temporada | Episódios | Estreia                 | Final                 | Estreia               | Final                 | Estreia                                                                  | Final                   |
| --------- | --------- | --------- | ----------------------- | --------------------- | --------------------- | --------------------- | ------------------------------------------------------------------------ | ----------------------- |
|           | 1         | 13        | 10 de Setembro de 2012  | 22 de Outubro de 2012 | 01 de Outubro de 2013 | 24 de Outubro de 2013 | 05 de Janeiro de 2014 (Pré-Estreia) 10 de Janeiro de 2014 (Estreia)      | 04 de Abril de 2014     |
|           | 2         | 13        | 09 de Setembro de 2013  | 21 de Outubro de 2013 | TBA                   | TBA                   | 31 de Outubro de 2014 (Pré-Estreia VIP) 15 de Novembro de 2014 (Estreia) | 07 de Fevereiro de 2015 |
|           | 3         | 13        | 08 de Setembro de 2014  | 20 de Outubro de 2014 | TBA                   | TBA                   | TBA                                                                      | TBA                     |
|           | 4         | 12        | 08 de Março de 2016     | 13 de Abril de 2016   | TBA                   | TBA                   | TBA                                                                      | TBA                     |
|           | 5         | 10        | 27 de Fevereiro de 2017 | 1 de Maio de 2017     | TBA                   | TBA                   | TBA                                                                      | TBA                     |

## 1ª Temporada: (2012)
| #  | Títulos                                                  | Estreia original UK    | Estreia Estados Unidos | Estreia Brasil          |
| -- | -------------------------------------------------------- | ---------------------- | ---------------------- | ----------------------- |
| 1  | "Lobo Solitário" "Lone Wolf"                             | 10 de Setembro de 2012 | 1 de Outubro de 2013   | 5 de Janeiro de 2014    |
| 2  | "Mistériosos Desenvolvimentos" "Mysterious Developments" | 11 de Setembro de 2012 | 02 de Outubro de 2013  | 17 de Janeiro de 2014   |
| 3  | "Laços Familiares" "Family Ties"                         | 17 de Setembro de 2012 | 03 de Outubro de 2013  | 24 de Janeiro de 2014   |
| 4  | "Alarmar Sem Razão" "Cry Wol"                            | 18 de Setembro de 2012 | 08 de Outubro de 2013  | 31 de Janeiro de 2014   |
| 5  | "Navalha de Occam" "Occam's Razor"                       | 24 de Setembro de 2012 | 09 de Outubro de 2013  | 07 de Fevereiro de 2014 |
| 6  | "Maddy Legal!" "Maddy Cool!"                             | 25 de Setembro de 2012 | 10 de Outubro de 2013  | 14 de Fevereiro de 2014 |
| 7  | "Lua Escura" "Dark Moon"                                 | 01 de Outubro de 2012  | 15 de Outubro de 2013  | 21 de Fevereiro de 2014 |
| 8  | "Lobos da Perdição" "Wolfsbane"                          | 02 de Outubro de 2012  | 16 de Outubro de 2013  | 28 de Fevereiro de 2014 |
| 9  | "Uma Noite Tranquila em Casa" "A Quiet Night In House"   | 08 de Outubro de 2012  | 17 de Outubro de 2013  | 7 de Março de 2014      |
| 10 | "O Apelo da Natureza" "The Call of the Wild"             | 09 de Outubro de 2012  | 22 de Outubro de 2013  | 14 de Março de 2014     |
| 11 | "Eolas" "Eolas"                                          | 10 de Outubro de 2012  | 23 de Outubro de 2013  | 21 de Março de 2014     |
| 12 | "Enjaulado" "Caged"                                      | 11 de Outubro de 2012  | 24 de Outubro de 2013  | 28 de Março de 2014     |
| 13 | "Inrrestivel" "Inrresistible"                            | 12 de Outubro de 2012  | 24 de Outubro de 2013  | 04 de Abril de 2014     |

## 2ª Temporada: (2013)
| #  | #  | Títulos originais                                    | Estreia original UKRÂNIA | Estreia nos Estados Unidos | Estreia no Brasil       |
| -- | -- | ---------------------------------------------------- | ------------------------ | -------------------------- | ----------------------- |
| 14 | 1  | "Lider da Matilha" "Leader of the Pack"              | 09 de Setembro de 2013   | TBA                        | 31 de Outubro de 2014   |
| 15 | 2  | "A Garota do Medo" "The Girl from Nowhere"           | 10 de Setembro de 2013   | TBA                        | 22 de Novembro de 2014  |
| 16 | 3  | "Graves Consêquencias" "Serious Consequences"        | 16 de Setembro de 2013   | TBA                        | 29 de Novembro de 2014  |
| 17 | 4  | "O Eclipse Total da Lua" "Total Eclipse of the moon" | 17 de Setembro de 2013   | TBA                        | 06 de Dezembro de 2014  |
| 18 | 5  | "Ressentimento Antigo'" "Ancient Grudged"            | 23 de Setembro de 2013   | TBA                        | 13 de Dezembro de 2014  |
| 19 | 6  | "Pingaldor Popular" "Mottled Poppy"                  | 24 de Setembro de 2013   | TBA                        | 20 de Dezembro de 2014  |
| 20 | 7  | "Cão Top" "Top Dog"                                  | 30 de Setembro de 2013   | TBA                        | 27 de Dezembro de 2014  |
| 21 | 8  | "Medidas Dessesperadas'" "Desperate Measures"        | 1 de Outubro de 2013     | TBA                        | 3 de Janeiro de 2015    |
| 22 | 9  | "A Dança dos Wolfbloods" "Dances With Wolfbloods"    | 7 de Outubro de 2013     | TBA                        | 10 de Janeiro de 2015   |
| 23 | 10 | "Queda do Selvagem" "Fall of the Wild"               | 8 de Outubro de 2013     | TBA                        | 17 de Janeiro de 2015   |
| 24 | 11 | "O Melhor de dois Mundos" "Best of Both Worlds"      | 14 de Outubro de 2013    | TBA                        | 24 de Janeiro de 2015   |
| 25 | 12 | "Indo ao Subterrâneo" "Going the Undergroing"        | 15 de Outubro de 2013    | TBA                        | 31 de Janeiro de 2015   |
| 26 | 13 | "A Descoberta" "The Discovery"                       | 21 de Outubro de 2013    | TBA                        | 07 de Fevereiro de 2015 |

## 3ª Temporada: (2014)
| #  | #  | Títulos                                                                  | Estreia original UK    | Estreia Estados Unidos | Estreia Brasil |
| -- | -- | ------------------------------------------------------------------------ | ---------------------- | ---------------------- | -------------- |
| 27 | 1  | "Segundas Inteções" "Ulterior Motives"                                   | 15 de Setembro de 2014 | TBA                    | TBA            |
| 28 | 2  | "Material de Alfa" "Alpha Material"                                      | 16 de Setembro de 2014 | TBA                    | TBA            |
| 29 | 3  | "Como Amigo Como Estes" "With Friends Like These"                        | 22 de Setembro de 2014 | TBA                    | TBA            |
| 30 | 4  | "Wolfblood é Mais Grosso do Que a Água" "Wolfblood is Ticker Than Water" | 23 de Setembro de 2014 | TBA                    | TBA            |
| 31 | 5  | "A Idade das Trevas" The Dark Ages"                                      | 29 de Setembro de 2014 | TBA                    | TBA            |
| 32 | 6  | "Quem Tem Medo do Lobo Mau?" "Who's Afraid of the Big Dad Wolf?"         | 30 de Setembro de 2014 | TBA                    | TBA            |
| 33 | 7  | "Lobos entre Nós" "Wolves Amongst US"                                    | 6 de Outubro de 2014   | TBA                    | TBA            |
| 34 | 8  | "O Escuro da Runa" "The Dark of the Rune"                                | 7 de Outubro de 2014   | TBA                    | TBA            |
| 35 | 9  | "A Cura" "The Cure"                                                      | 13 de Outubro de 2014  | TBA                    | TBA            |
| 36 | 10 | "O Culto de Tom" "The Cult of Tom"                                       | 14 de Outubro de 2014  | TBA                    | TBA            |
| 37 | 11 | "A Suspeitas do Senhor Jeffries" "The Suspicions of Mr Jeffries"         | 20 de Outubro de 2014  | TBA                    | TBA            |
| 38 | 12 | "Cerébros" "Brains"                                                      | 21 de Outubro de 2014  | TBA                    | TBA            |
| 39 | 13 | "Subir na Lua" "Moonrise"                                                | 27 de Outubro de 2014  | TBA                    | TBA            |

## 4ª Temporada: (2016)
| #  | #  | Títulos                                     | Estreia original UK | Estreia Estados Unidos | Estreia Brasil |
| -- | -- | ------------------------------------------- | ------------------- | ---------------------- | -------------- |
| 40 | 1  | "Cativeiro" "Captivity"                     | 8 de Março de 2016  | TBA                    | TBA            |
| 41 | 2  | "Longe de Casa" "A Long Way From Home"      | 8 de Março de 2016  | TBA                    | TBA            |
| 42 | 3  | "Ultimato Wolfblood" "Wolfblood Ultimatum"  | 15 de Março de 2016 | TBA                    | TBA            |
| 43 | 4  | "Morwal" "Morwal"                           | 16 de Março de 2016 | TBA                    | TBA            |
| 44 | 5  | "O Herói Quieto" The Quiet Hero"            | 22 de Março de 2016 | TBA                    | TBA            |
| 45 | 6  | "Ela-Lobo" "She-Wolf"                       | 23 de Março de 2016 | TBA                    | TBA            |
| 46 | 7  | "Pele de Cordeiro" "Sheep's Clothing"       | 29 de Março de 2016 | TBA                    | TBA            |
| 47 | 8  | "Onde Lobo" "Where Wolf"                    | 30 de Março de 2016 | TBA                    | TBA            |
| 48 | 9  | "Na Selva" "Into the Wild"                  | 5 de Abril de 2016  | TBA                    | TBA            |
| 49 | 10 | "O Selvagem no Coração" "The Wild at Heart" | 6 de Abril de 2016  | TBA                    | TBA            |
| 50 | 11 | "Viral" "Viral"                             | 12 de Abril de 2016 | TBA                    | TBA            |
| 51 | 12 | "Protocolo 5" "Protocol 5"                  | 13 de Abril de 2016 | TBA                    | TBA            |